# Шаляпинский родник
Шаля́пинский родник — родник, расположенный в поселении Московский Новомосковского административного округа Москвы.

## Общие сведения
Источник расположен в Валуевском лесопарке в долине реки Ликовы между 3-м микрорайоном города Московский и деревней Мешково. Это безнапорный источник, питающийся грунтовыми водами. Часть стока родника средней силы выведена в трубу в открытом деревянном срубе, часть вытекает из земли. К источнику ведёт деревянный настил.

## Гидроним
Родник получил название в честь великого певца Фёдора Шаляпина, у которого была неподалёку дача. По преданию, он приходил к этому роднику за водой и говорил, якобы, что эта вода благотворно влияет на его голосовые связки.

## Санитарное состояние и экология
По результатам экспертиз, регулярно проводимых администрацией поселения Московский, вода соответствует требованиям санитарных норм и правил, превышения вредных веществ не выявлено, и её можно пить без дополнительной очистки.
Посещение родника является частью экологических экскурсий по долине реки Ликовы.